# Mine (飯塚雅弓のアルバム)
『mine』（マイン）は、飯塚雅弓の9枚目のオリジナルアルバム。2005年12月7日に徳間ジャパンコミュニケーションズから発売された。

## 概要
『BESTrawberry』に続いて2005年にリリースされた3枚目のアルバムで、オリジナルアルバムとしては『∞Infinity∞』から1年5か月ぶりで9枚目となる。
飯塚が全曲作詞を手がけており、飯塚の日々の思いを綴った作品となっている。
初回特典は、ジャケットカード3種が封入。

## 批評
『CDジャーナル』は、「特に堂島孝平のペンによるクリスマス・ソングは、ハッピーとファンタジーが交錯する一瞬が生き生きと描かれている」と評した。

## 収録内容
| 全作詞: 飯塚雅弓。 |                            |           |                |                  |      |
| #                  | タイトル                   | 作詞      | 作曲           | 編曲             | 時間 |
| 1.                 | 「未来へ」                 | 飯塚雅弓  | cota           | 長谷川智樹       | 4:16 |
| 2.                 | 「Twinkle Wink」           | 飯塚雅弓  | イズミカワソラ | 宅見将典         | 4:32 |
| 3.                 | 「あの日のlove letter」    | 飯塚雅弓  | cota           | 宅見将典         | 5:01 |
| 4.                 | 「おはようとシャンプー」   | 飯塚雅弓  | イズミカワソラ | 加藤みちあき     | 4:37 |
| 5.                 | 「チャンス!!」             | 飯塚雅弓  | イズミカワソラ | 鈴木"CHiBUN"智文 | 4:06 |
| 6.                 | 「メープルの空」           | 飯塚雅弓  | イズミカワソラ | 加藤みちあき     | 5:20 |
| 7.                 | 「ずっと好きでした。」     | 飯塚雅弓  | 星舞           | 長谷川智樹       | 4:13 |
| 8.                 | 「君想う空に願う」         | 飯塚雅弓  | 大津美紀       | 大津美紀         | 4:01 |
| 9.                 | 「あいのはな」             | 飯塚雅弓  | 長谷川智樹     | 長谷川智樹       | 4:25 |
| 10.                | 「Berry Berry Christmas★」 | 飯塚雅弓  | 堂島孝平       | 鈴木"CHiBUN"智文 | 5:25 |
| 合計時間:          | 合計時間:                  | 合計時間: | 合計時間:      | 45:37            |      |

## 参加ミュージシャン
| - 未来へ、あいのはな - Guitars & Keyboards & Programming：長谷川智樹 - Strings：弦一徹グループ - Bass & Percussions：阿部光一郎 - Drums：小島徹也 - Twinkle Wink - Guitars & Keyboards & Programming：宅見将典 - あの日のlove letter - Guitars & Bass & Drums & Keyboards &Programming：宅見将典 - おはようとシャンプー - Guitars & Programming：加藤みちあき - Trumpet：西村浩二 | - チャンス!!、Berry Berry Christmas★ - Guitars & Programming：鈴木"CHiBUN"智文 - Piano & Keyboards：中山努 - Bass：中原信雄 - Drums：宮田繁男 - メープルの空 - Guitars & Programming：加藤みちあき - Flugelhorn：西村浩二 - ずっと好きでした。 - Guitars & Keyboards & Programming：長谷川智樹 - Bass & Percussions：阿部光一郎 - Drums：小島徹也 - 君想う空に願う - Piano：大津美紀 - Cello：徳澤青弦 |

## タイアップ
| 楽曲                   | タイアップ                                                                              |
| ---------------------- | --------------------------------------------------------------------------------------- |
| Twinkle Wink           | 文化放送『智一・美樹のラジオビッグバン』内「飯塚雅弓のアソビ研究所」オープニングテーマ  |
| チャンス!!             | 音泉『〜飯塚雅弓の月刊ラジオグランプリ〜 ともだち100人できるからっ♪』オープニングテーマ |
| メープルの空           | 文化放送『智一・美樹のラジオビッグバン』内「飯塚雅弓のアソビ研究所」エンディングテーマ  |
| Berry Berry Christmas★ | 文化放送『智一・美樹のラジオビッグバン』内「飯塚雅弓のアソビ研究所」エンディングテーマ  |
| ずっと好きでした。     | 音泉『〜飯塚雅弓の月刊ラジオグランプリ〜 ともだち100人できるからっ♪』エンディングテーマ |